# Suruuarrás
Os suruuarrás, também chamados Zuruahãs, são um grupo indígena que habita o sul do estado brasileiro do Amazonas, mais precisamente a Área Indígena Zuruahã. Falam uma língua da família Arawá, e na última estimativa eram 130 indivíduos.